# Joseph Alberdingk Thijm

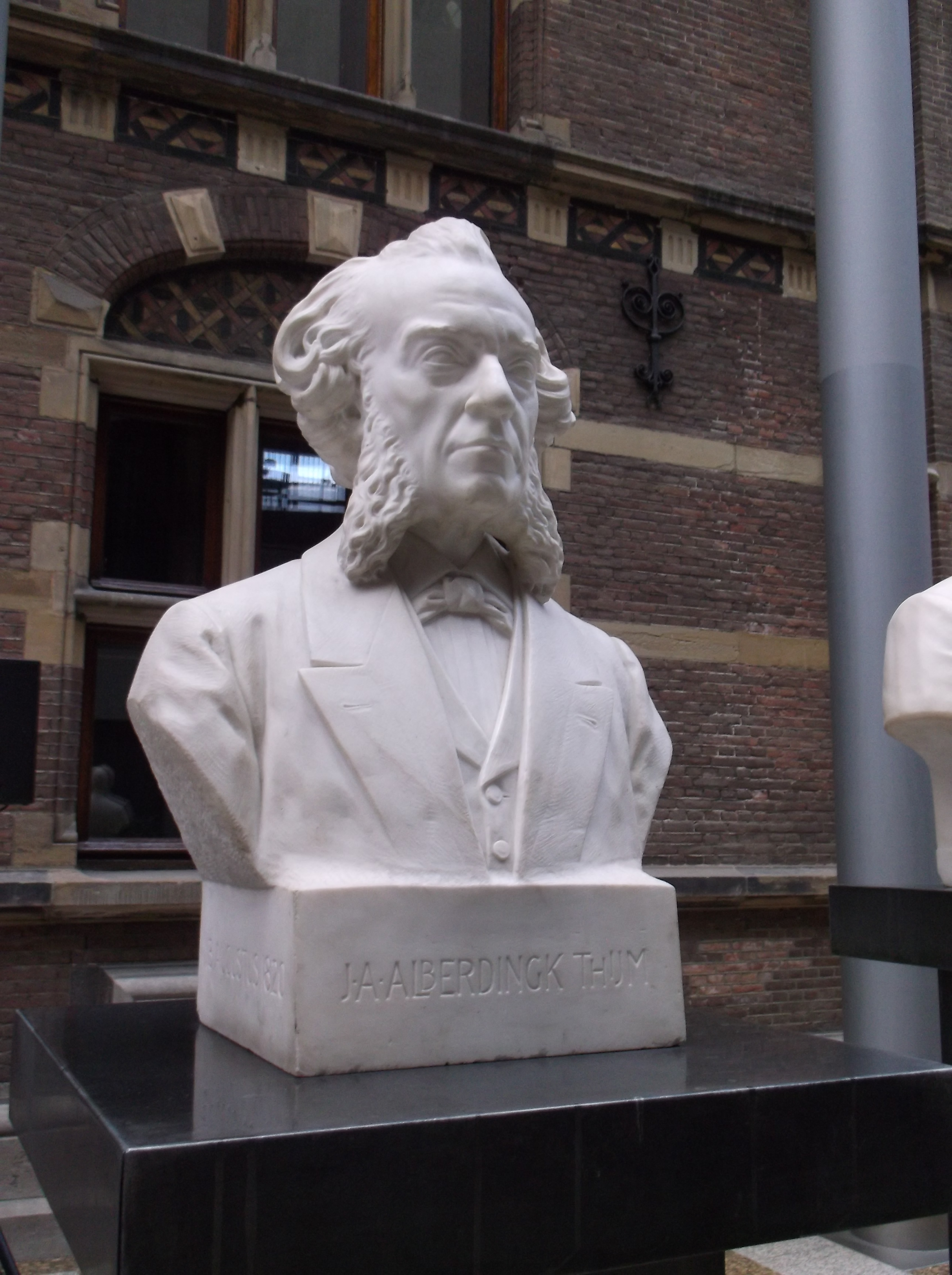
Buste van Alberdingk Thijm door Hein Maessen in de Statenpassage

Josephus Albertus (Joseph of Jozef) Alberdingk Thijm (Amsterdam, 13 augustus 1820 – aldaar, 17 maart 1889) was een Nederlands hoogleraar, uitgever, kunstcriticus en schrijver van gedichten en historische novellen.

## Biografie
Jozef Alberdingk Thijm was de oudste zoon van de Amsterdamse koopman Joannes Franciscus Alberdingk (1788-1858) en Catharina Thijm (1793-1864) wier achternamen bij koninklijk besluit werden samengevoegd op 20 januari 1834.. Zijn zeven jaar jongere broer Paul werd historicus. In 1835 verliet Jozeph (toen 14,5 jaar oud) de reguliere schoolbanken en plaatste zijn vader hem in een door hem gekochte zaak van koloniale voedingswaren. Hij trouwde met Wilhelmina Anna Sophia Kerst. Zij hadden vijf kinderen: Jan, Catharina, Frank, Karel (Lodewijk van Deyssel) en de jong overleden Maria.
Alberdingk Thijm nam in Nederland een prominente positie in het rooms-katholieke leven in. In 1852 nam hij samen met Herman van Nouhuys (1821-1853) het initiatief voor de Volks-Almanak voor Nederlandsche Katholieken. Daarnaast was Thijm onder meer kunstcriticus voor de uitgave Amsterdamsche Ten-toon-stellingen en schreef daar onder het pseudoniem Pauwels Foreestier. In 1855 begon hij het tijdschrift Dietsche Warande waarin hij ook vele andere pseudoniemen hanteerde: Piet van Amstel, A. Th., A.Z.B., Buikslooter, Markies van Carabas, Cora., Egbertus Wilhelmus, Van Herstal, Albyser van Herstelle, Sybrand Joosten, B.K. Amsterdammer, Kirghbijl ten Dam, M., Nil nisi per Christum, Lukas Peregrijn, P.F., Pieter Reyser de Jongere, Eene Stem uit de Dietsche Warande en Joosten Sybrant.
Zijn artikelen over gotische kunst waren van grote invloed op de jonge architect Pierre Cuypers (die in 1859 met Thijms zuster Antoinette trouwde) en op de opkomst van de neogotiek in Nederland. In 1860 adviseerde Thijm bij de restauratie van het praalgraf van Engelbrecht I van Nassau in Breda. Na de dood van zijn vader nam Jozef in 1863 de drukkerij Van Langenhuijsen over waardoor hij zijn ideeën en overtuigingen op grotere schaal kon verspreiden.
In juli 1871 organiseerde Alberdingk als voorzitter van de Piusvereniging in het Amsterdamse Paleis voor Volksvlijt een huldeblijk aan de jubilerende paus Pius X met onder meer een feestcantate van de hand van Johannes Verhulst en Herman Schaepman. En in de aanloop naar de viering van driehonderd jaar "Bevrijding van Den Briel" weigerde hij de nationale vlag uit te steken. Hij werd bedreigd en uitgejouwd door jeugd met de leuze: "Als Alberdingk niet vlagt, gooien we hem in de gracht".
Thijm wilde een deel van zijn boeken in bruikleen geven aan het in aanbouw zijnde Rijksmuseum Amsterdam. Samen met dit aanbod wilde hij ook bezoldigd bibliothecaris van het Rijksmuseum worden. Hij liet zijn wensen schriftelijk toekomen aan de referendaris en hoofd van de rijksafdeling Kunsten en Wetenschappen Victor de Stuers, die aangaf dat hij maar de minister moest benaderen. Op 4 december 1876 werd Thijm door bemoeienis van De Stuers hoogleraar aan de Amsterdamse Rijksakademie van beeldende kunsten in esthetica en kunstgeschiedenis.

### Band met België en Vlaanderen
Thijm onderhield contacten met Franstalige schrijvers als Joseph Kervyn de Lettenhove en Prosper de Hauleville en met auteurs die actief waren in de Vlaamse Beweging, zoals Jan Baptist David, Ferdinand Snellaert, Prudens van Duyse en Karel Frans Stallaert. De Belgische illustrator Edward Dujardin maakte tekeningen voor enkele van zijn boeken en voor de Volks-Almanak. Hij onderhield ook goede contacten met James Weale en met Guido Gezelle, die zijn 1865 bundel Gedichten, Gezangen, en Gebeden aan hem opdroeg. In 1887 kreeg hij samen met Gezelle een eredoctoraat van de Katholieke Universiteit Leuven. De correspondentie tussen beide schrijvers is digitaal toegankelijk.

## Erkenning
- 1887: eredoctoraat aan de Katholieke Universiteit Leuven samen met Guido Gezelle.
- 1887: buitenlands erelid van de Koninklijke Academie voor Nederlandse Taal en Letteren
- 1947: de Vereniging tot het Bevorderen van de Beoefening der Wetenschap onder de Katholieken in Nederland herdoopt zichzelf tot Thijmgenootschap

In Nederland zijn zowel een toneelvereniging en een middelbare school als een plein en lanen en straten naar hem vernoemd:
- Toneelvereniging Rederijkerskamer Alberdingk Thijm is een amateurtoneelgroep in Haarlem en werd opgericht in 1890.
- In Den Haag (Spoorwijk) zijn een straat en een plein vernoemd naar Thijm.
- In Heerlen (Molenberg) is een plein vernoemd naar Thijm.
- De (J.A.) (Alberdingk) Thijmstraat vindt men verder in Amsterdam, Arnhem, Gendringen, Etten-Leur, Haarlem, Hengelo, 's-Hertogenbosch, Nijmegen, Rotterdam, Schiedam, Terneuzen, Tilburg, Utrecht, Venlo, Vlijmen en Waalwijk. Ook in Eindhoven, Geleen en Harderwijk werd een laan naar hem genoemd.[8]
- Het Alberdingk Thijm College (ATC) is een middelbare school in Hilversum.